# The Catlins

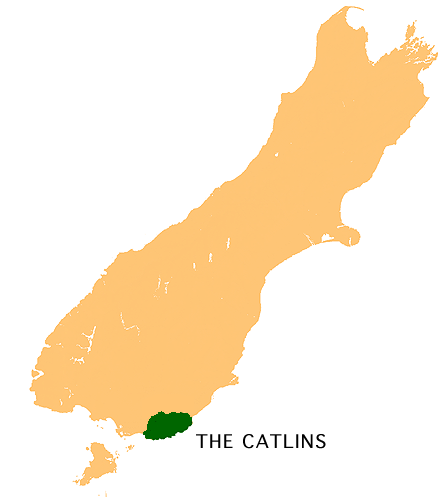
The Catlins, na Ilha Sul

The Catlins (por vezes escrito The Catlins Coast) é uma área no sudeste da Ilha Sul da Nova Zelândia. A área encontra-se entre Balclutha e Invercargill, fazendo parte das regiões de Otago e Southland. Inclui o ponto mais meridional da Ilha Sul, Slope Point.
The Catlins é uma área pouco povoada, famosa pela sua paisagem costeira cénica e seus densos bosques temperados, onde reside um grande grupo de espécies de aves em perigo de extinção. Devido à sua localização, o tempo costuma estar tempestuoso, havendo grandes ondas que atraem muitos surfistas.
O turismo ecológico é um factor crescente na economia local, que compete com a pecuária e a pesca. As antigas indústrias baleeiras e do papel foram já fechadas há bastante tempo, tal como o tráfego de barcos perto da costa, que deixou muitos naufrágios. Actualmente só 1200 pessoas residem na área, a maioria deles em Owaka.